# Divoká řeka (film)
Divoká řeka (v anglickém originále The River Wild) je americký akční film z roku 1994. Režisérem filmu je Curtis Hanson. Hlavní role ve filmu ztvárnili Meryl Streep, Kevin Bacon, David Strathairn, Joseph Mazzello a John C. Reilly.

## Ocenění
Meryl Streep získala za svou roli v tomto filmu nominaci na Zlatý glóbus a SAG Award. Kevin Bacon získal nominaci na Zlatý glóbus.

## Obsazení
| Meryl Streep      | Gail Hartman   |
| Kevin Bacon       | Wade           |
| David Strathairn  | Tom Hartman    |
| Joseph Mazzello   | Roarke Hartman |
| John C. Reilly    | Terry          |
| Benjamin Bratt    | Ranger Johnny  |
| Elizabeth Hoffman | Gailiina matka |
| Diane Delano      | Ranger         |